# Viasat Inc.
Viasat (NASDAQ: VSAT

) er en amerikansk satellit-serviceudbyder, der er baseret i Carlsbad, Californien. De tilbyder satellitbaseret bredbånd og computernetværk.
Viasat blev etableret i 1986 af Mark Dankberg, Mark Miller og Steve Hart.